# Karnozyna
Karnozyna – organiczny związek chemiczny, dipeptyd złożony z β-alaniny i histydyny. Występuje głównie w mięśniach.